# Las tres perfectas solteras (telenovela)
"Las Tres Perfectas Solteras" (Português: As Três Perfeitas Solteiras) é uma telenovela crucenha de dez capítulos, produzido por Safipro (Santa Cruz Films Producciones), baseada na obra literária do mesmo nome do escritor Pedro Rivero Mercado.

## Enredo
A história das solteiras tem lugar nos anos cinqüenta e em ela se reflexa o pensamento da sociedade de cruceña de aquele então, juntamente com humor e preconceitos próprios da era na que Santa Cruz despertou para se tornar a cidade mais importante do país. Tudo isto se reflexa nos versículos do Mercado Rivero e imagens através de Safipro.
A novela narra às experiências e as aventuras em um tom jovial de comédia na Santa Cruz do passado, os acontecimentos jocosos e a permanente má sorte das solteiras com os seus pretendentes. Três irmãs: Dolores, a ingênua; a doce Encarnación; e a amorosa Margarita. A sociedade faz que elas procurem um bom marido e evitar ser na eterna solteira.

## Informação
Diretor: Ricardo Alfonso
Produzido por: Santa Cruz Films Producciones (SAFIPRO)
Produtora executiva: Gloria Natusch
Baseada na obra Literária de: Pedro Rivero Mercado
Argumento: Emilio Martinez & Silvia Sitic
Gênero: Comédia, Romance
Protagonistas:
Claudia Alfonso,
Márcia Capobianco,
Fátima Cuellar
Música: Chacho Candia & Julio Kempff
Ano: 2004
Nº. de capítulos: 10
Duração: 45-50 min/cap.
País: Bolívia
Idioma: Castelhano e O Falar popular de Santa Cruz de la Sierra

## Elenco
Dolores - Claudia Alfonso
Encarnación - Márcia Capobianco
Margarita - Fátima Cuellar
Zoila Vaca (Mãe) - María Delicia Robles
Lorgio Vaca Llanos (Tio) - Juan de America
Lola (Tia) – Gloria Natusch
Lorenza - Paola Andrea Jimenez
Antonio Roca – Ricardo Alfonso
Juan (Primo) –
Mario –
José –
Julián –
Lucha Guerra (Mulher de Julián) -
Jaime Pacheco –
Jack –
Facundo –
Carlitos Parada -
Carlos Parada (Doutor) (Pai de Carlitos) – Julio Kempff
Marta (Mãe de Carlitos)-
Martita (criança) (Filha do Dr. Carlos Parada)-
Casta Morales - Frida Soria
Teodosia Flores -
Pancha –
Elvira Sánchez –
Alí (Turco) –
Justo Basán -
Chichi Pinto – Juan de Dios Castro
Baldomero – Rodolfo Suarez
Udalrico Campos – Elías Serrano
Pascual –
Soledad – María Elena de Riter
Chichita Castedo (Rainha do "tujuré") – Evelín Antelo

## Músicas

### Trilha sonora nacional
- Las Tres Perfectas Solteras - Claudia Alfonso (tema de abertura)
- Soñando con tu Amor - Gina Gil (tema de Dolores)
- Tu Otra Mitad - Guísela Santa Cruz (tema de Margarita)
- Amor Distante - Alenir Echeverría (tema de Encarnación)

e ainda
- No hay Tierra como mi Tierra - Tingo Vincenti (tema de locação: Santa Cruz)

### Trilha sonora internacional
- Amorcito Corazón - Pedro Infante (tema de ambientación)
- La Ley del Monte - Vicente Fernández (tema de Chichi Pinto)
- What a Wonderfull World - Louis Armstrong (tema de locación: Estados Unidos)
- Contigo - Los Panchos
- Moonlight Serenade - Glenn Miller & His Orchestra
- Estoy Perdido - Los Panchos
- Street Urchins - Alan Menken (tema de Alí)
- Volver - Ricardo Chiqui Pereyra (tema de locación: Buenos Aires)
- New York, New York - Frank Sinatra (tema de locación: Estados Unidos)
- Amorcito Corazón - Los Panchos
- Happy End in Agrabah (versão adaptada) - Alan Menken

### Trilha sonora complementar
- El Trasnochador
- Infierno Verde
- Alma Cruceña
- Tamarindo seco
- La Barca
- Odiame
- Algo contigo
- El Rey

## Curiosidades
Em maio de 2003 se começou a filmar. Foi filmado em Paurito (cidade que mantém a ambientação do passado), na cidade de Santa Cruz de la Sierra (Plaza de Armas em 24 de Septiembre e Sé), também em Cotoca, La Paz e Sucre.
O desafio de Safipro foi adaptar os versos do livro em imagens.
"Las Tres Perfectas Solteras" significou o ressurgimento de Safipro, e Ricardo Afonso estréia como diretor.

## Emissão
Unitel - rede nacional - Canal 9 em Santa Cruz (estréia em 27 de março de 2004, 20.00h.)
Megavisión - localmente - Canal 18
Activa TV - canal por cabo - Canal 31 (COTAS cable TV)
TVB, Televisão Boliviana - Canal do estado - Canal 7 em tudo Bolívia.
Megavisión - localmente - Canal 18 (re-estréia com nova qualidade de imagem e som)